# Быжы (станция)
Быжы (каз. Быжы) — станция в Коксуском районе Жетысуской области Казахстана. Входит в состав сельского округа Мусабек. Код КАТО — 194843300.

## Население
В 1999 году население станции составляло 140 человек (71 мужчина и 69 женщин). По данным переписи 2009 года, в населённом пункте проживали 84 человека (47 мужчин и 37 женщин).